# Greatest Remix Hits 4
Greatest Remix Hits 4 è un album di remix della cantante australiana Kylie Minogue, pubblicato nel 1998.

## Tracce
Disco 1
1. What Do I Have to Do? (Movers and Shakers 12" mix) – 8:49
2. The Loco-Motion (Girl Meets Boy mix) – 3:15
3. Made in Heaven (Heaven Scent 12" mix) – 5:46
4. Wouldn't Change a Thing (Espagna mix) – 5:51
5. Better the Devil You Know (Alternative 7" mix) – 3:20
6. Things Can Only Get Better (Original 12" mix) – 7:12
7. The Loco-Motion (Kohaku mix) – 5:59
8. Let's Get to It (Tony King 12" mix) – 6:00
9. What Kind of Fool (Heard All That Before) (Pete Waterman's 12" Master mix) – 6:50

Disco 2
1. I Should Be So Lucky (Extended mix) – 6:08
2. The Loco-Motion (7" version) – 3:07
3. Hand on Your Heart (Smokin' remix) – 5:34
4. I Am the One for You – 3:12
5. Step Back in Time (Tony King remix) – 7:30
6. Too Much of a Good Thing (Original 12" mix) – 5:51
7. If You Were with Me Now (Orchestral version, with Keith Washington) – 3:12
8. Finer Feelings (Brothers in Rhythm Ambient reprise) – 3:58
9. Celebration (AKA Good Times mix) – 8:06